# George Sowden
George J. Sowden (nacido en 1942 en Leeds, Reino Unido) es diseñador y desarrollador de productos.

## Carrera
Estudió arquitectura en el Gloucestershire College of Art en la década de 1960. En 1970 se trasladó a Milán, donde empezó a trabajar con Ettore Sottsass y Olivetti. Paralelamente al trabajo de diseño industrial en las primeras computadoras Olivetti, estuvo involucrado durante la década de 1970 en proyectos de diseño experimentales "radicales" que le permitieron convertirse, en 1981, en uno de los cofundadores de grupo Memphis, el movimiento de diseño que tuvo un importante impacto en el diseño de los años ochenta.
En el mismo año 1981 funda su estudio de diseño, SowdenDesign, colaborando con empresas como Olivetti, Alessi, Bodum, Guzzini, Lorenz, Rancilio, Steelcase, Swatch, Segis, Memphis, IPM, Moulinex, Telecom Italia, Tefal y Pyrex. 
En 1991, Sowden recibió el Premio Compasso d'Oro a la excelencia en el diseño por Olivetti, Fax OFX420. 

## Obras destacadas
En 2010, Sowden desarrolló el dispositivo de preparación de café SoftBrew, que se distribuye y vende en todo el mundo,  en particular en colaboración con la empresa de diseño danesa HAY.

## Galeria
|                 |
| Star Lamp, 1973 |

|                           |
| Familiar Landscapes, 1973 |

|                              |
| L1 system, Olivetti, 1978–79 |

|                              |
| L1 system, Olivetti, 1978–79 |